# Naseljeni otok (film)
Naseljeni otok (izvirno rusko Обита́емый о́стров) je ruski znanstvenofantastični film režiserja Fjodorja Sergejeviča Bondarčuka in prva ekranizacija istoimenskega romana bratov Strugacki iz leta 1971. Zaradi dolžine je izšel v dveh delih, prvi 18. decembra 2008, drugi pa 23. aprila 2009.
Snemanje se je začelo 14. februarja 2007 na Krimu v prostorih Jaltskega filmskega studia in je potekalo do 7. decembra. Skupni proračun filmov je znašal 36,6 milijonov USD, od tega 10 milijonov za promocijo, s čimer je eden najdražjih ruskih filmskih projektov vseh časov. Boris Strugacki je pohvalil predelavo, predvsem kako je režiser natančno sledil knjižni predlogi, vendar so bili ostali odzivi mešani in filma v času predvajanja v kinematografih s skupnim zaslužkom okrog 30 milijonov USD nista pokrila stroškov.

## Zgodba
Film se dogaja leta 2157 na s humanoidnimi bitji naseljenem zunajosončnem planetu Sarakš, kamor je zaradi zapuščenega, vendar še delujočega protiraketnega ščita, ki je mislil da gre za roj asteroidov, moral pristati dvajsetletni zemljan Maksim Kammerer, član Neodvisne izvidniške enote. Planet je doživel večletno jedrsko vojno, tako da preživlja ekološko in družbene krize.

## Vloge
- Vasilij Stepanov - Maksim Kammerer
- Peter Petrovič Fjodorov - Gaj Gaal
- Julija Viktorovna Snigir - Rada Gaal
- Aleksej Valerjevič Serebrjakov - Pohajkovalec
- Fjodor Sergejevič Bondarčuk - Prokurator
- Goša Kucenko - Veper
- Sergej Leonidovič Garmaš - Zef
- Anna Nikitična Mihalkova - Ordi Tader
- Andrej Iljič Merzlikin - Fank
- Sergej Dimitrijevič Barkovski - Nole Renadu
- Jurij Cirilo - General